# Herminie Cadolle
Herminie Cadolle (Beaugency, 17 augustus 1842 - Saint-Cloud, 8 januari 1924) was een Franse uitvindster van de moderne beha en oprichtster van het Cadolle Lingeriehuis.
Cadolle werd geboren als Herminie Sardon en nam de naam aan van haar echtgenoot Ernest Cadolle. Ze nam met haar man en haar goede vriendin Louise Michel  deel aan de Parijse Commune van 1871. Ze zat daarna zes maanden vast in de gevangenis. Ze was een militante socialist en feminist. In 1880 werd ze opnieuw opgepakt na een manifestatie waar zij en haar man aan hadden deelgenomen, maar ze werd vrijgesproken. Ze week in 1887 uit naar Buenos Aires, Argentinië. 

## Carrière
In 1887 opende Cadolle in Buenos Aires een winkel in op maat gemaakt ondergoed. In 1889 keerde Cadolle terug naar Parijs waar ze een soortgelijk lingerieatelier opende. Daar vond ze een tweedelig ondergoed uit. Het onderste deel was een hybride-corset voor de taille en het bovenste ondersteunde de borsten door middel van schouderbandjes. Een patent voor de uitvinding werd aangevraagd in 1889. Cadolle stelde haar uitvinding tentoon op de Grote Tentoonstelling van 1900 en tegen 1905 werd de bovenste helft apart verkocht als hedendaagse beha's.
Korsetten waren korte tijd niet populair geweest tijdens de Franse Revolutie van 1789, toen ze werden geassocieerd met de aristocratie, maar al snel kwamen ze weer op de voorgrond toen de politieke stemming weer rustig werd. Vanaf het midden van de 19e eeuw kreeg het korset steeds meer kritiek. Voorvechters van vrouwenrechten, zoals Cadolle, en artsen benadrukten de rol van het korset als veroorzaker van fysiek ongemak en gezondheidscomplicaties. Bovendien bleef Cadolle werken tot in de jaren 1920. Haar inspanningen werden gestimuleerd door de Eerste Wereldoorlog, waarin vrouwen de fabrieken binnenkwamen toen mannelijke arbeiders naar de oorlog vertrokken. Comfort was belangrijker dan schoonheid, dus het korset was uit en de beha was in. Cadolle's innovatie en verschillende variaties daarop zijn nog steeds dominant in de vrouwelijke onderkleding, net als het verlangen naar vrouwenrechten en de rebellie tegen het vasthouden aan maatschappelijke normen en het ideaalbeeld van een vrouwenlichaam.
Cadolle werd fitter van beha's aan koninginnen, prinsessen, danseressen en actrices. Mata Hari behoorde tot haar klanten. Zij was ook de eerste die doek gebruikte waarin rubber (elastische) draad was verwerkt. Cadolle's zaak loopt nog steeds.